# 有林
有林（1929年—2020年6月10日），男，黑龙江呼兰人，中国马克思主义经济学家，《求是》杂志社原总编辑，全国人大常委会原副秘书长，第七届、第八届全国人大代表，中共十二大代表。

## 生平[2]
1929年4月9日，生于黑龙江省呼兰县。
1946年3月，参加革命工作。1948年12月，加入中国共产党。1948年12月至1950年6月，任中共呼兰县城关区委秘书、宣传委员。1950年7月起，在中共黑龙江省委党校学习、工作。
1961年5月，任红旗杂志社编辑。
1971年4月下放到五七干校劳动。
1977年7月起，在中国国务院财贸小组工作。1979年4月起，先后任中央办公厅研究室经济组副组长，中央书记处研究室经济组副组长、组长、室务委员。
1983年6月，任全国人大常委会副秘书长、机关党组成员。
1989年10月，任求是杂志社总编辑。1993年9月，任当代中国研究所副所长。
1999年8月，离休。
2020年6月10日，因病于北京逝世，享年91岁。